# Edoardo Vesentini

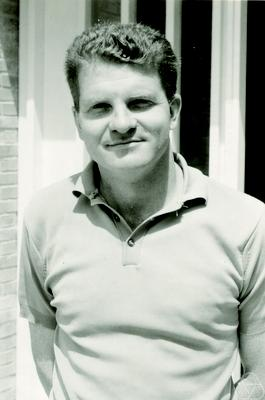
Edoardo Vesentini (1967)

Edoardo Vesentini (* 31. Mai 1928 in Rom; † 28. März 2020 in Pisa) war ein italienischer Mathematiker und Politiker.

## Leben
Vesentini erwarb sein Diplom (Laurea) 1950 an der Universität Mailand und promovierte 1956 in Rom in Geometrie. 1957/58 war er Lecturer an der Northwestern University und 1958/59 am Institute for Advanced Study. 1959 wurde er Professor für Geometrie an der Universität Pisa und ab 1967 Professor an der Scuola Normale Superiore in Pisa. 1968 bis 1970 war er deren Vizedirektor und 1978 bis 1987 der Direktor. Nach der Emeritierung 1996 war er Professor am Polytechnikum Turin. Er war unter anderem Gastwissenschaftler an der Harvard University (1963/64), am IHES (1961, 1967), am Tata Institute of Fundamental Research (1965), an der Universität Kairo, der Universität Istanbul, an der University of Maryland (1971, 1980) und am Forschungsinstitut für Mathematik in Zürich (1968).
Vesentini befasste sich mit komplexer Analysis (mehrere komplexe Variable), Differentialgeometrie und Funktionalanalysis.
1977 bis 1985 war er Präsident des Istituto Nazionale di Alta Matematica Francesco Severi. 1966 bis 1974 war er im Executive Committee der International Mathematical Union.
1987 bis 1992 war er italienischer Senator.
Er war seit 1979 korrespondierendes und seit 1988 volles Mitglied der Accademia dei Lincei, deren Präsident er 1997 war. 1979 wurde er korrespondierendes Mitglied des Istituto Lombardo und 1995 korrespondierendes Mitglied der Akademie der Wissenschaften in Turin. Seit 1997 war er Mitglied der Accademia Nazionale dei XL (heutige Accademia Nazionale delle Scienze). Er war auswärtiges Mitglied der Russischen Akademie der Wissenschaften und Mitglied der Academia Europaea.
1956 erhielt er den Pomini-Preis, 1959 den Bonavera-Preis, 1962 den Premio Caccioppoli, 1975 die Goldmedaille der Società Italiana per il Progresso delle Scienze, 1981 den Feltrinelli-Preis, und er war Großoffizier des Ordens „Al Merito della Repubblica“. Er war Ehrendoktor der Universität Tübingen. 1966 war er Invited Speaker auf dem Internationalen Mathematikerkongress in Moskau (Thema: Rigidity of quotients of bounded symmetric domains).
Er starb im März 2020 im Alter von 91 Jahren in Pisa.

## Schriften
- mit Tullio Franzoni: Holomorphic maps and invariant distances, North Holland 1980
- Lectures on Levi convexity of complex manifolds and cohomology vanishing theorems, Tata Institut 1967
- mit Ceccucci, Tognoli: Lezioni di topologia generale, Mailand, Feltrinelli 1968
- mit Eugenio Calabi: On compact, locally symmetric Kähler manifolds, Annals of Mathematics, Bd. 71, 1960, S. 472

## Einzelnachweis
1. 1 2  E' morto Edoardo Vesentini, direttore emerito della Scuola Normale Superiore di Pisa

| Personendaten    | Personendaten                            |
| ---------------- | ---------------------------------------- |
| NAME             | Vesentini, Edoardo                       |
| KURZBESCHREIBUNG | italienischer Mathematiker und Politiker |
| GEBURTSDATUM     | 31. Mai 1928                             |
| GEBURTSORT       | Rom                                      |
| STERBEDATUM      | 28. März 2020                            |
| STERBEORT        | Pisa                                     |